# Holiya
Holiya (nep. होलिया) – gaun wikas samiti w zachodniej części Nepalu w strefie Bheri w dystrykcie Banke. Według nepalskiego spisu powszechnego z 2001 roku liczył on 944 gospodarstw domowych i 5150 mieszkańców (2323 kobiet i 2827 mężczyzn).